# رئوبن پراخ
رئوبن پراخ (انگلیسی: Reuben Perach; ۲۹ آوریل ۱۹۳۳ – ۱ مهٔ ۲۰۲۰) بازیکن بسکتبال اهل اسرائیل بود. وی در بازی‌های المپیک تابستانی ۱۹۵۲ شرکت کرده‌است.